# Heliògraf Campbell–Stokes
|  | Per a altres significats, vegeu «heliògraf». |

L'heliògraf Campbell–Stokes és un tipus d'heliògraf, un aparell per a mesurar el temps i la intensitat d'insolació.

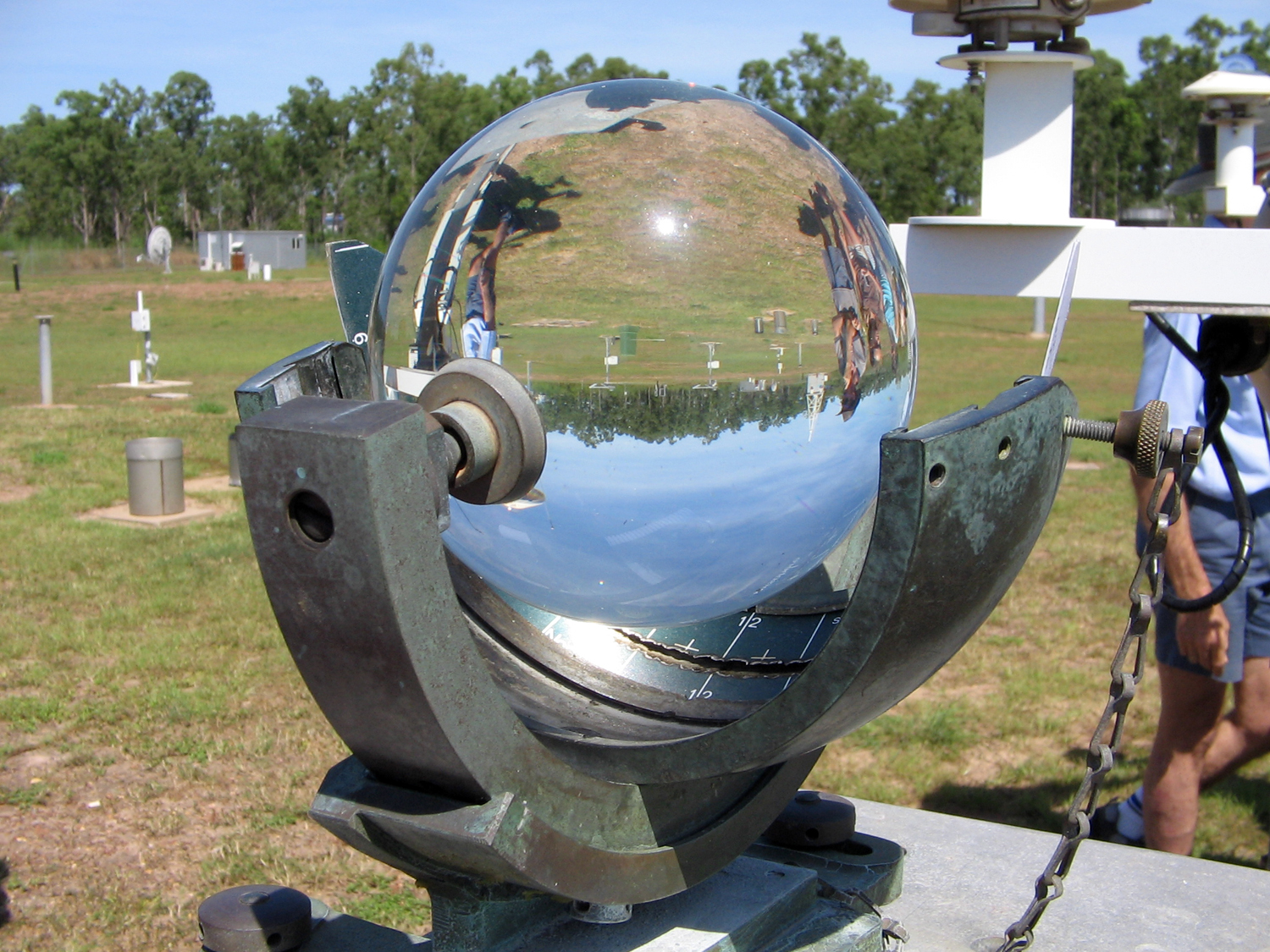
Heliògraf Campbell–Stokes usat en una regió tropical.

Va ser inventat per John Francis Campbell el 1853. L'original, que va en ús a l'estació meteorològica de Greenwich (Regne Unit) de 1876 cap a 1886. L'original està exposat al Museu Nacional Marítim. Porta la locució llatina horas non numero nisi serenas que significa: compto només les hores amb cel serè. El 1879, per Sir George Gabriel Stokes va millorar el concepte. El disseny original de Campbell consistia en una esfera de vidre dins un bol de fusta al qual el sol feia un traç dins del bol. Stokes va millorar-lo en fer la caixa de metall i tenir un suport per la targeta darrere de l'esfera.

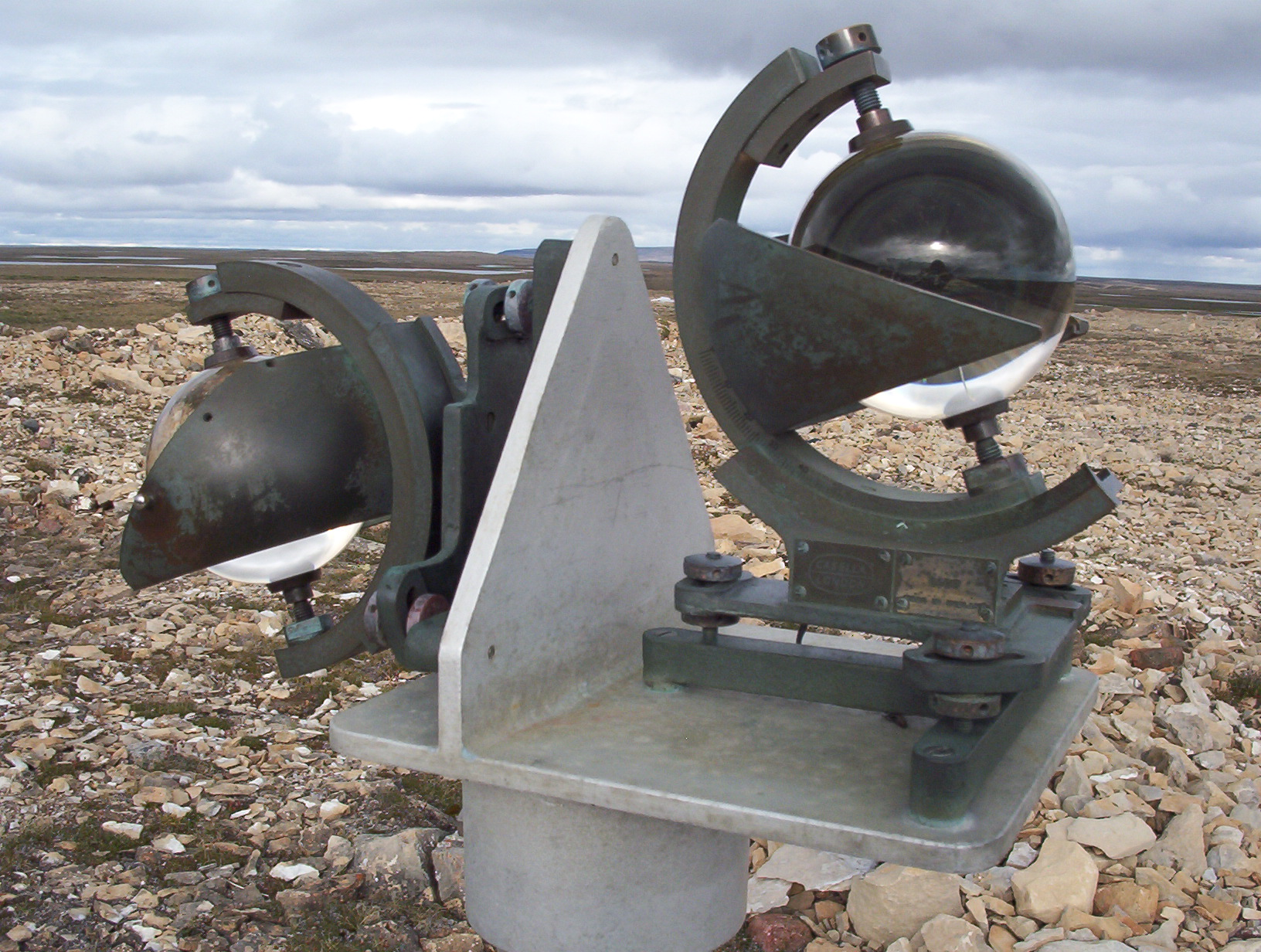
Un heliògraf Campbell–Stokes adaptat per usar-lo en regions polars (l'efera de la dreta s'encara al sud)

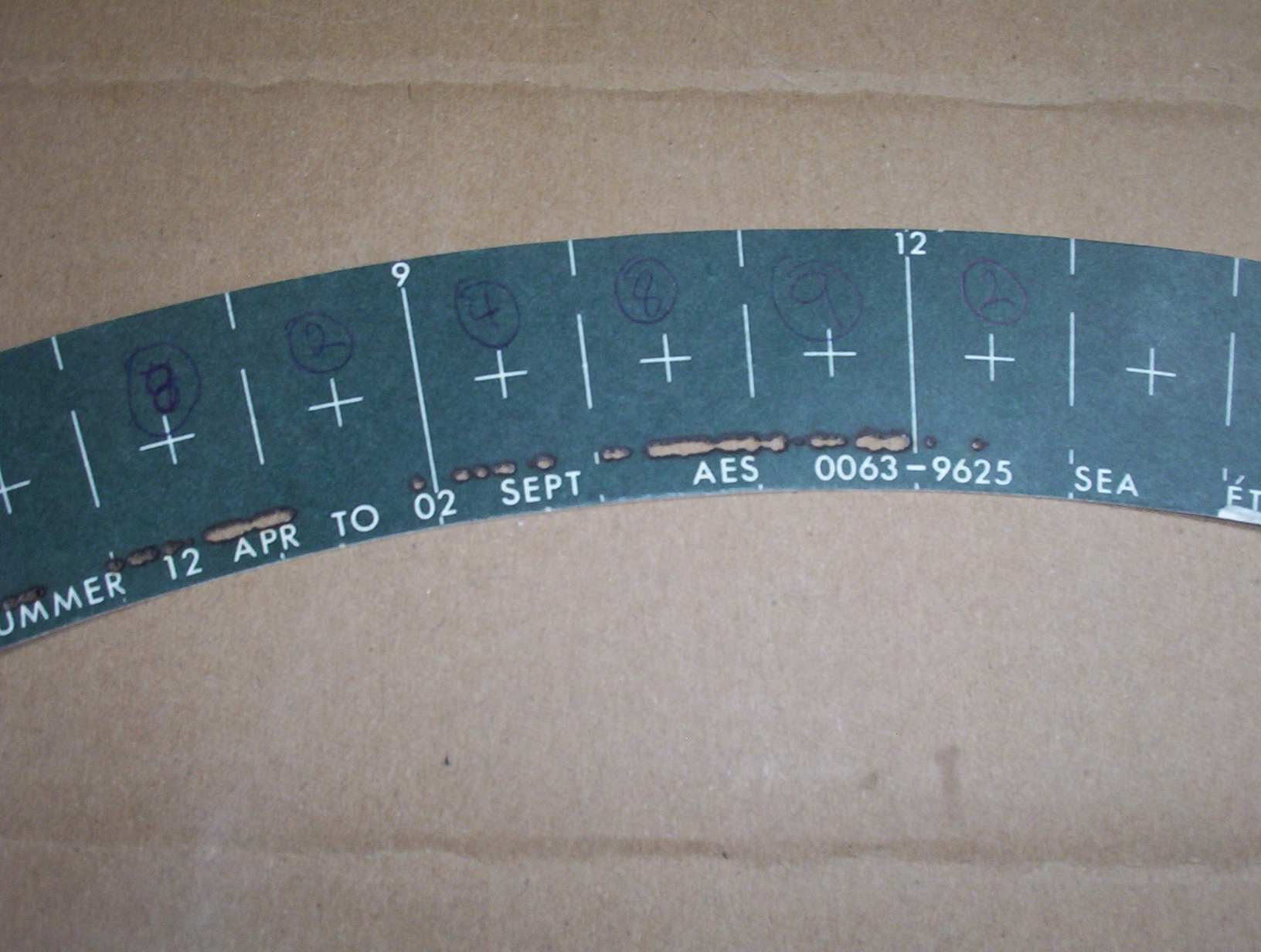
Vista de prop d'una targeta d'estiu de l'heliògraf Campbell-Stokes.

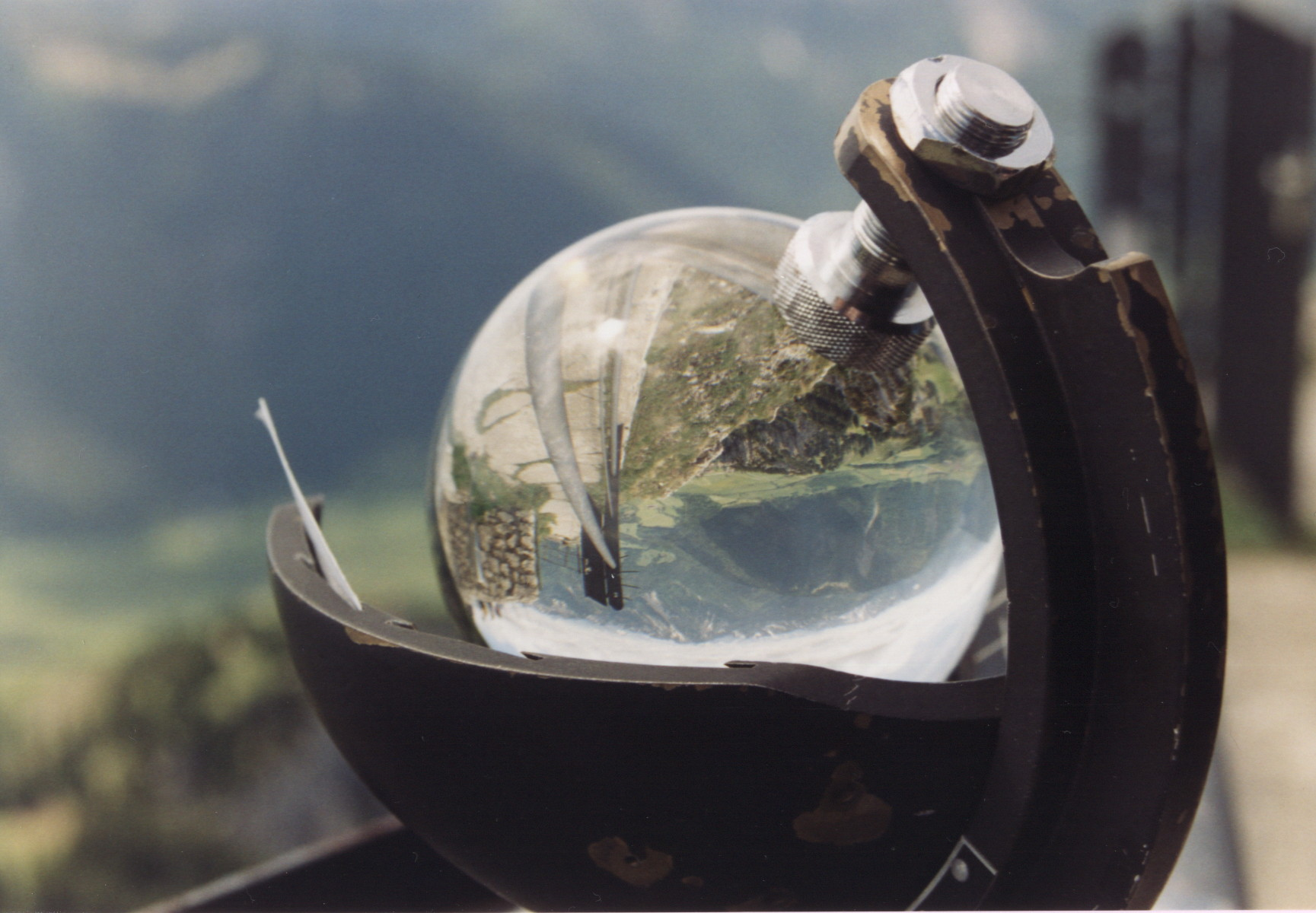
Heliògraf Campbell–Stokes

Actualment encara és el tipus d'heliògraf més comú, excepte en els Estats Units on ho és l'heliògraf Marvin. Aquest aparell està dissenyat per a registrar les hores en les quals brilla i amb quina intensitat. Concentrat per l'esfera, el sol crema un forat en la targeta, del qual la mida permet d'estimar la intensitat.
L'esfera de vidre té típicament un diàmetre de 10 cm i està dissenyada per focalitzar els raigs del Sol cap a la targeta. S'ha d'ubicar lluny d'obstacles, com per exemple arbres i tenir en compte les diferents altures a les quals arriba el sol durant un any. A l'hemisferi nord les targetes d'hivern es fan servir del 15 d'octubre al 29 de febrer. Les targetes equinoccials des de l'1 de març a l'11 d'abril i del 3 de setembre al 14 d'octubre. Per tant, la targeta d'estiu es farà servir del 12 d'abril al 2 de setembre. Cada targeta està marcada en mitges hores amb el migdia local al centre. La unitat es troba en una posició mirant cap al sud per permetre registrar la màxima quantitat d'insolació.
Una modificació per usar-lo en regions polars consisteix a afegir una segona esfera i targeta encarada al nord per enregistrar la insolació a l'estiu quan el sol està al firmament durant les 24 hores del dia.
El principal avantatge és facilitat d'ús i el seu preu relativament barat a l'entorn d'uns 1500 euros. El seu encant estètic prové de la simplicat del concepte. Quan el sol està baix a l'horitzó pot no tenir prou força per cremar la targeta. La pluja pot torçar la targeta quan es canvia i fer que sigui difícil de llegir. En zones amb glaçades fortes o amb pluja engelant pot ser difícil netejar l'esfera. Tanmateix el problema principal és la lectura de les targetes. A mesura que el sol és cobert pels núvols i s'exposa la quantitat cremada de la targeta pot ser el mateix durant 30 segons que per 5 minuts i, per tant, la lectura de les targetes pot diferir segons cada observador. Les noves tecnologies de la informació van significar la fí d'aquest instrument, que durant més d'un segle va servir meteoròlegs, en proposar aparells automatitzats, que permeten una lectura a distància i sense haver de canviar i d'interpretar la fitxa «cremada» pel sol.